# Inonotus flavidus
Inonotus flavidus är en svampart som först beskrevs av Miles Joseph Berkeley, och fick sitt nu gällande namn av Leif Ryvarden 1984. Inonotus flavidus ingår i släktet Inonotus och familjen Hymenochaetaceae.   Inga underarter finns listade i Catalogue of Life.